# Röntgeninformationssystem
Ett röntgeninformationssystem, vanligen förkortat "RIS", är ett datorsystem som används av röntgenavdelningar för att hantera administrativa data kring patienter. Vanligen erbjuds funktioner som tidsbokning, arbetsplanering och rapportering.
Ett RIS implementerar vanligen många gränssnitt mot andra system, exempelvis journalsystem, PACS och modaliteter. För detta används olika standarder, exempelvis DICOM, HL7 och EDIFACT.